# Charles Barbaroux
Charles Jean Marie Barbaroux (Marsella, 6 de marzo de 1767 - Burdeos, 25 de junio de 1794) fue un político francés durante la Revolución francesa. Falleció guillotinado en Burdeos.

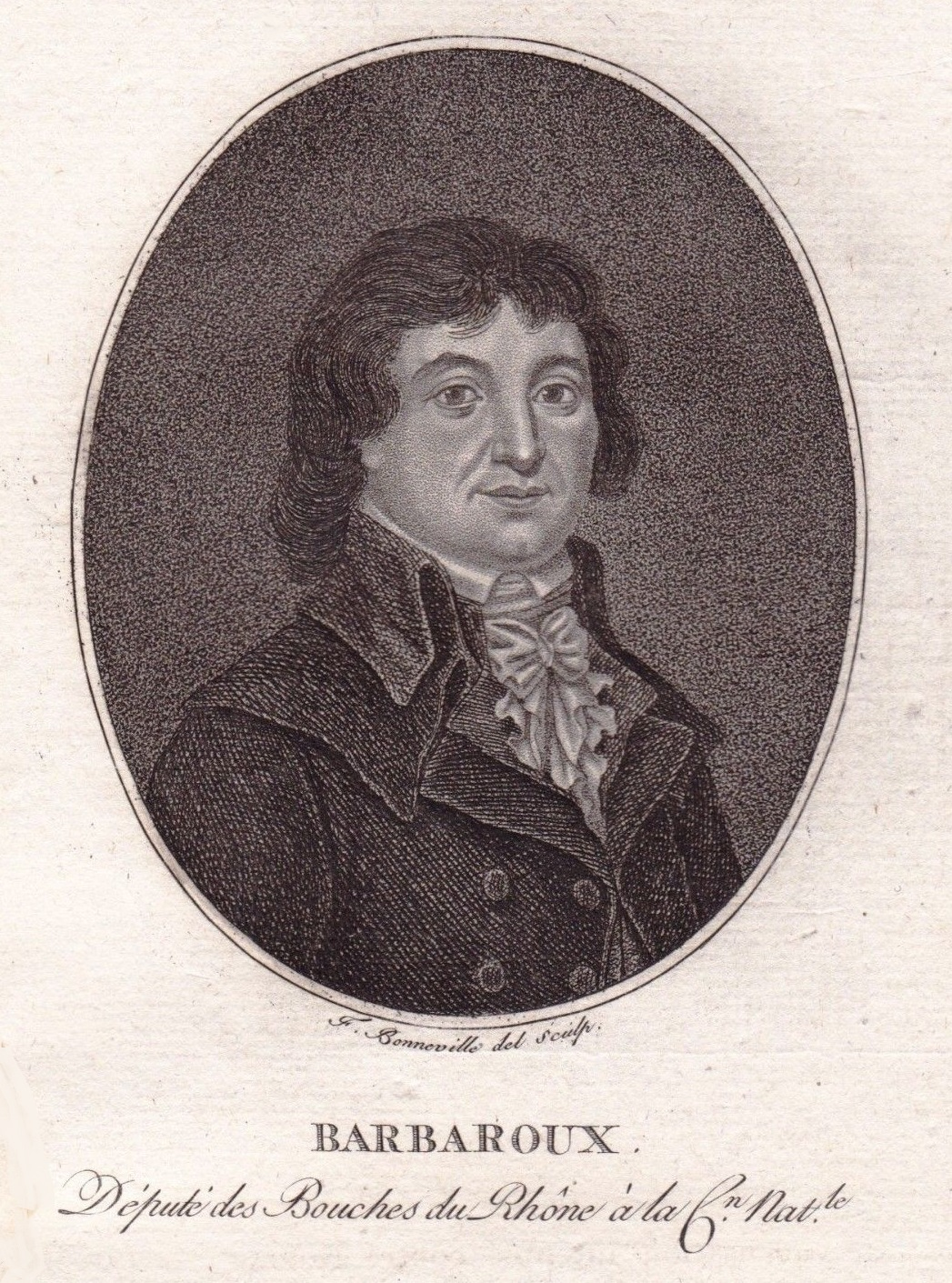
Charles Barbaroux

## Biografía
Abogado a los veinte años, de carácter exaltado y patriota activo, abrazó con fuerza las ideas revolucionarias en su ciudad natal. Dirigió en Marsella un periódico democrático que ejerció gran influencia entre sus paisanos. En 1789, fue nombrado secretario de la Comuna. En 1791 viaja a Paris como mandatario de su ciudad. Allí fue uno de los caballeros de Manon Roland.
En la Jornada del 10 de agosto de 1792 participó con los batallones de los marselleses. Tras el derrocamiento de Luis XVI fue elegido diputado a la Convención por el departamento de Bouches-du-Rhône. Primeramente se inclinó por los Jacobinos, pero pronto tomó partido por los Girondinos, pronunciándose abiertamente en contra de Marat y Robespierre. Defendió al ministro Roland y fue uno de los más ardientes defensores de procesar al rey Luis XVI. Votó por su muerte, pero aceptó la solicitud de suspensión y pidió la decisión del pueblo. Persiguió con su elocuencia a los culpables de las Masacres de septiembre de 1792.
Cuando los Jacobinos se hacen con el poder, Barbaroux  fue declarado proscrito el 2 de junio de 1793 como enemigo de la república. Es arrestado, pero consigue escapar y se refugia en Caen, donde organiza con otros proscritos, el ejército que debía liberar a la Convención, pero fueron derrotados cerca de Vernon. Se embarca en Quimper con destino a Burdeos. Se refugia en Saint-Émilion(Gironde) escondido en la tienda de un peluquero llamado Troquart. Es detenido junto a Pétion, Guadet y Buzot en el campo cerca de Castillon, intentó pegarse un tiro de pistola en la cabeza, pero solo se rompió la mandíbula. Fue ejecutado el 25 de junio de 1794 en Burdeos.
Existen fragmentos de sus memorias sobre la Revolución publicados por su hijo, Charles Ogé Barbaroux, en 1822. Estos textos fueron reeditados en 1866.